# Orophea sivarajanii
Orophea sivarajanii är en kirimojaväxtart som beskrevs av Sasidh. Orophea sivarajanii ingår i släktet Orophea och familjen kirimojaväxter. Inga underarter finns listade i Catalogue of Life.